# Eremias suphani
Eremias suphani là một loài thằn lằn trong họ Lacertidae. Loài này được Basoglu & Hellmich mô tả khoa học đầu tiên năm 1968.